# Прядкин, Кирилл Александрович
Кири́лл Алекса́ндрович Пря́дкин (6 июля 1977, Фрунзе) — киргизско-казахстанский футболист, вратарь. Выступал за сборную Кыргызстана.

## Карьера
Начинал профессиональную карьеру в клубе «„Кант-Ойл“, за который провел всего два матча. Позже несколько лет играл за бишкекский клуб „РУОР-Гвардия“ („АиК“, „Национальная гвардия“, „СКНГ-Гвардия“).
В 1999 году уехал в Казахстан для выступлений за клуб „Кызыл-Жар СК“ („Аксесс-Есиль“, „Есиль-Богатырь“).
С 2002 года выступал за павлодарский Иртыш».
В 2007 году выступал за «Тобол» Костанай. В 2008 году перешёл в «Жетысу», где провёл два года.
В 2010 году был в заявке за «Атырау», но в чемпионате на поле не выходил.
В начале 2011 года был на просмотре в киргизском «Нефтчи» и выступил за клуб в Кубке Содружества. В итоге перешёл в казахстанский «Восток».
В 2012—2015 выступал за клуб «Кайсар».

## Достижения

### Командные
- Чемпион Кыргызстана: 1994
- Обладатель Кубка Кыргызстана: 1996
- Чемпион Казахстана: 2002, 2003
- Обладатель Кубка Казахстана: 2007
- Победитель Кубка Интертото: 2007